# Acanthocalyx
Acanthocalyx je je rod biljaka iz porodice kozokrvnica (Caprifoliaceae), ponekad uključivan u rod Morina. Pripadaju mu dvije vrsta raširenih po Aziji (Himalaja, jugozapadna Kina).

## Vrste
1. Acanthocalyx alba (Hand.-Mazz.) M.J.Cannon
2. Acanthocalyx nepalensis (D.Don) M.J.Cannon